# Osszián (keresztnév)
Az Osszián  férfinév a kitalált kelta költő, Osszián nevéből ered, akit James Macpherson skót költő talált ki a 18. században.

## Gyakorisága
Az 1990-es években szórványos név, a 2000-es években nem szerepel a 100 leggyakoribb férfinév között.

## Névnapok
- február 28.[2]

## Híres Ossziánok
- Osszián fiktív költő

## Egyéb Ossziánok
- Ossian magyar együttes